# Kyjatická kultura

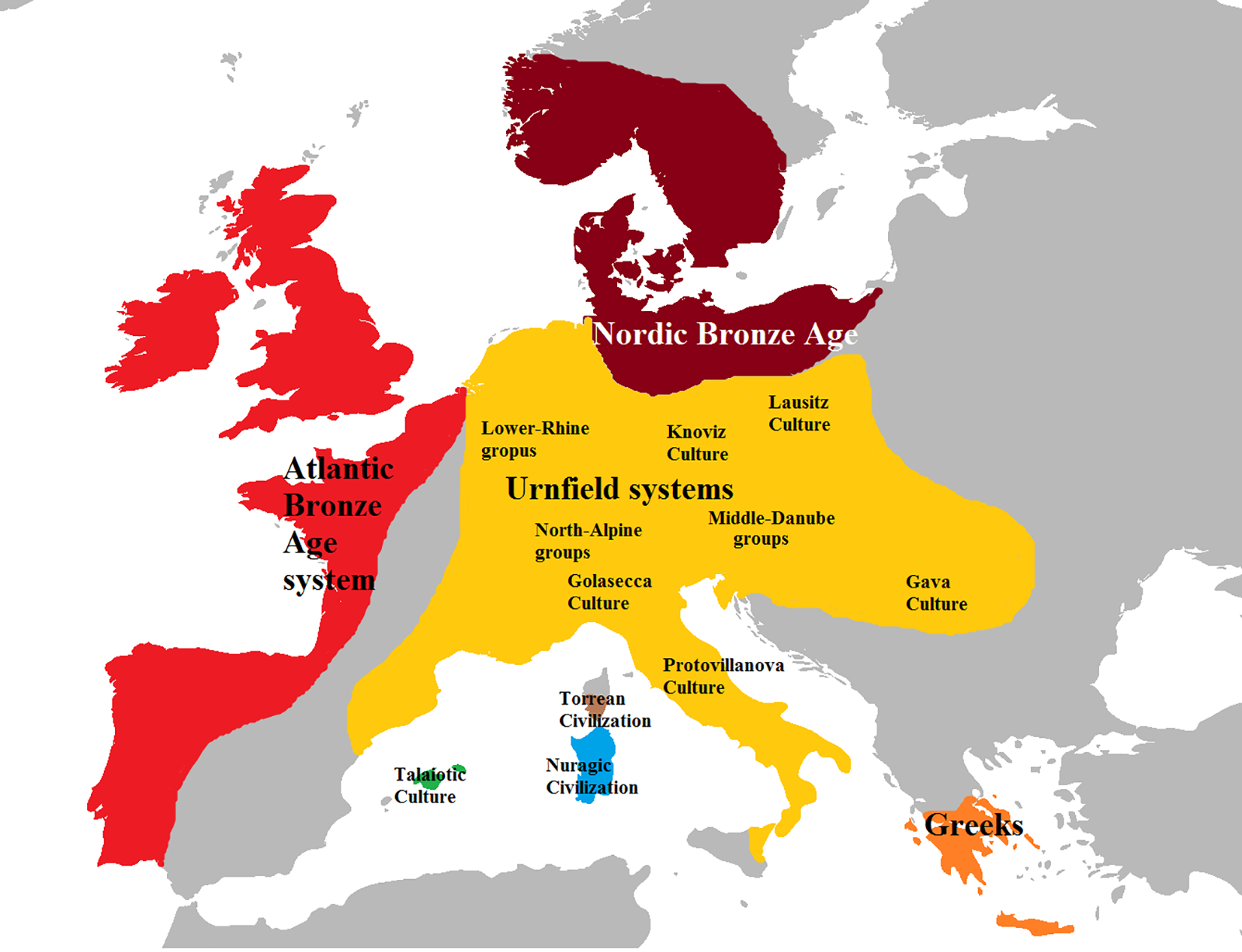
Evropa během pozdní doby bronzové (cca 1100 př. Kr.)

Kyjatická kultura nebo kyjatický typ byla archeologická kultura na jihu středního Slovenska, na Gemeru a v přilehlém Maďarsku od 1100 př. Kr. (přelom Ha A1 a Ha A2) do cca 750/700 př. Kr., tedy v pozdní době bronzové.
Je to součást okruhu mladších jihovýchodních popelnicových polí (JVPP). Pojmenovaná je podle naleziště Kyjatice. Kyjatická kultura zanikla s koncem pozdní doby bronzové, její území pak asi dvě stě let zůstalo vylidněné, pouze severnější oblasti zaujala lužická kultura. Kyjatickou kulturou končí 2700 let trvající osídlení regionu Slovenského krasu. Sídliště měla neopevněná nížinná, opevněná výšinná a jeskyně. Na opevněných výšinných sídlech (hradištích) byl zpracováván bronz, nížinná sídla byla zemědělská. V jeskyních se našly masky z lidských a zvířecích lebek, zřejmě související s magií a kultem.

## Vznik
Zformovala se z domácí pilinské kultury s prvky a impulsy ze sousedních kultur. Za přímý impuls změn je považována expanze z prostředí gávské kultury do mladopilinského prostředí ve stupni Hallstatt A1 (HA1). Později se na jejím vývoji podílela lužická kultura a částečně kultury středodunajských popelnicových polí. Pojmenovaná je podle eponymní lokality v Kyjaticích.

## Rozšíření
Nositelé kyjatické kultury sídlili na dnešním jihu středního Slovenska a v severní části středního Maďarska. Severní a západní hranice se shoduje s hranicí rozšíření pilinské kultury. Osídlena byla Ipeľská, Lučenská a Rimavská kotlina, Krupinská planina, Cerová vrchovina a jižní svahy západní části Slovenského rudohoří. V Maďarsku tvoří její západní hranici pahorkatina Gödöllő, resp. údolí Iplu. Jižní hraniční linie probíhala podél pohoří Mátra a Bukových hor. Východní hranici tvořil Slovenský kras a řeky Bodva a Slaná, v Maďarsku je osídlení doloženo až po Hornád. Osídlení nezasahovalo do Košické kotliny. V severním Maďarsku žil lid kyjatické kultury především v kotlinách a údolích řek Iplu, Rimavy, Slané, Bodvy a Hornádu a osídlil oblasti jmenovaných pohoří. Základními sídlištními formami byla otevřená nížinná sídliště, jeskynní sídliště a výšinná sídliště často fortifikovaná – hradiště. Z celého územního rozšíření této kultury známe přibližně 300 lokalit, z nichž jen několik bylo zkoumáno systematicky (Radzovce, Kyjatice).
Osídlení zabírá druhou polovinu mladší doby bronzové a pozdní dobu bronzovou (stupně HA1/HA2-HB/HC1), což v absolutním datování zahrnuje období 1100 – 750/700 př. n. l.

## Dějiny bádání
O prvních památkách z období mladší a pozdní doby bronzové, které přísluší kyjatické kultuře informovala B. Němcová ve Slovenských starožitnostech. Památky kyjatické kultury se evidovaly během desetiletí spolu s pilinskými nálezy. Jan Eisner je zahrnul do mladšího tzv. pokoradzkého stupně pilinské kultury. Rovněž keramiku kyjatické kultury ze Silické ledové jeskyně spojoval s pilinskou kulturou J. Böhm. P. Patay také pokládal tento materiál za mladší projev pilinské kultury a N. Kalicz ji spojoval s gávskou kulturou.
Souhrnnou klasifikaci podal J. Paulík v roce 1962 a použil termín kyjatická kultura. Počátky kyjatické kultury datoval do HA1/HA2 a konec datoval do období objevení se thrácko-kimerských kmenů. Geneticky odůvodnil kyjatickou kulturu z domácí pilinské složky spolu s vlivy gávské a podolské, ale jako hlavní složku uváděl lužickou kulturu.
Zásadní poznatky na vznik kyjatické kultury přinesly výzkumy Václava Furmánka (Radzovce, Kyjatice). Zdůvodnil opodstatněnost vyčlenění kyjatickej kultury a prokázal genetickou návaznost obou kultur na keramickém materiálu z pohřebiště v Radzovcích. Díky průzkumům a záchranným akcím V. Furmánka se podařilo zachytit několik hradišť a sídlišť kyjatické kultury.
Rozborem materiálu ze severního Maďarska potvrdil oprávněnost vyčlenění této kultury T. Kemenczei. Dodal, že kyjatická kultura vznikla smícháním pilinské a lužické kultury s vlivy středodunajskými. Při monografickém zpracování v roce 1984 zdůraznil roli lužické kultury, přičemž v oblasti Slané a Hornádu uvažuje přímo o expanzi.

## Sídliště
Jsou situována především v údolích řek a v kotlinách, na mírných vyvýšeninách nebo svazích, v blízkosti vodních toků a často na stejných polohách, kde byla i sídliště pilinské kultury. Sídliště svým charakterem svědčí o usedlém způsobu života, chovu zvířat a vyspělém zemědělství. Materiál z otevřených sídlišť je znám většinou z povrchových sběrů a průzkumů. Systematický výzkum se vedl na sídlištích v Radzovcích, částečně v Kyjaticích, Stránské a Čeľovcích. Dlouhodobější výzkum se vedl na výšinném sídlišti Hradová v Tisovci.
Na území Maďarska byla zkoumána sídliště v Sajószentpéteri, Hangon, Mátraszőlős.

## Jeskyně
Sídlištních fenoménem nositelů kyjatické kultury je osídlení jeskyní v pozdní době bronzové. Oblast rozšíření této kultury zahrnuje i krasovou oblast Slovenska a geograficky s ní související severomaďarské jeskyně v Bukových horách a Bakoňském lese. Díky badatelské činnosti J. Bárty byla většina z nich přezkoumána a sebrán archeologický materiál (Chvalovská jeskyně, Jasovská jeskyně, Majda-Hrašková, Majkova jeskyně, Silická ľadnica). K posledně objeveným jeskynním lokalitám patří jeskyně Praslen v Rybníku.
Téměř ve všech obyvatelných jeskyních Bukových hor z území Maďarska se objevily nálezy příslušející kyjatické kultuře – např. Szendrö, Szeleta-Miskolc, Baradla-Aggtelek. K interpretaci několika jeskynních lokalit jako míst kultovních praktik dokládají zejména antropologické nálezy se stopami násilných zásahů – Majda-Hrašková, Kostrová jeskyně, Chvalovská jeskyně.

## Opevněná sídliště
Obecně se dá říci, že obyvatelstvo se ke stavbě opevněných sídlišť rozhodovalo ze tří podstatných důvodů: na obranu proti nepřátelským útokům, pro kontrolu obchodních cest nebo z nezbytnosti hospodářských čí politických center.
Budování výšinných hradišť s mohutnou fortifikací se na území kyjatické kultury zachytilo ve více případech, zejména v pozdní době bronzové (HB). Markantním rozdílem mezi jednotlivými hradišti je jejich velikost. Některé areály hradišť nedosahují ani velikost 0,5 ha (Breznička – „Hrádok“, Hradište – „Hrádok“, Kotmanová – „Pohanský hrad“, Šivetice – „Múrik“, Točnica–Uderiná – „Hradište“. Reprezentují tzv. skupinu opevněných útočišť – refugia. Jejich opevnění sestávalo z valu, někdy jen na jedné straně a z příkopů, avšak využívala zejména přírodní vlastnosti terénu. Hradiště s větší rozlohou, s mohutnější fortifikací a stopami výrazného osídlení byla většinou osídlena i v následujících obdobích (tzn. Vekerzug, Keltové, Slované). Jako opevnění sloužil systém příkopů, zemní valy a vhodná konfigurace terénu. Lid kyjatické kultury si hradiště budoval na vysokých kopcích a horských planinách . Na slovenském území se evidují hradiště na lokalitách Bôrka – „Vrania skala“, Horné Plachtince – „Pohanský vrch“, Ľuboreč – „Lysec“ a Málinec – „Zámok“.
Počátek osídlení opevněných sídlišť z území Maďarska datuje několik badatelů do stupně HA1, jenž ještě zahrnuje mladopilinský stupeň (Benczúrfalva-(Szécsény-) Majorhegy). Na území Maďarska si lid kyjatické kultury budoval hradiště v oblasti pohoří Börzsöny, Cserhát, Mátra a Bukových hor. Z Bukových hor jsou známa opevněná sídliště Felsőtárkány-Várhegy, Szilvásvárad-Töröksánc a Bükkszentlászló-Nagysánc. Na posledně jmenovaném se našly dva hromadné nálezy bronzů. Zánik hradišť kyjatické kultury v Maďarsku je možno sledovat v jistém časovém předstihu oproti zániku hradišť na území Slovenska. Je pravděpodobné, že tento jev souvisí s tlakem a posunem stepních etnik z východu v období thrácko-kimerských vlivů v průběhu pozdní doby bronzové (HB1 až HB2).

## Pohřebiště
Nositelé kyjatické kultury se pohřbívali na plochých žárových pohřebištích. Pohřbívání kontinuálně navazuje na pohřebiště lidu pilinské kultury. Nejrozsáhlejším zkoumaným pohřebištěm je pohřebiště pilinské a kyjatické kultury v Radzovcích (dohromady 1334 hrobů – 255 patří kyjatické kultuře, 30 hrobů patří přechodnému pilinsko-kyjatickému horizontu). Obecně se považují pro starší fázi charakteristické skříňkové hroby, které tvořily kompaktní skříňku. Ve rozvinuté fázi nahradilo skříňku obložení hrobu kameny, které vyznačovaly původní půdorys hrobové jámy a v části hrobů byl pouze plochý kámen, který sloužil jako podložka pro popelnici. V závěrečné fázi se již obkládání kameny nevyskytuje. V pohřebním ritu lidu kyjatické kultury se vyskytuje i kenotaf. Z území kyjatické kultury se dosud eviduje dohromady přes 40 pohřebišť. K významným patří pohřebiště v Kyjaticích, Podrečanech, Radzovcích a nedávno zkoumané Cinobani. Z maďarského území byla zkoumána pohřebiště v Szajlu, Ózdu a Salgótarján-Zagyvapálfalvě.

## Zánik kyjatické kultury a počátky nové epochy – železné doby (halštatské)
Usazování "thrácko-kimerských" skupin v severní části Velké maďarské nížiny přineslo s sebou na území kyjatické kultury důležité změny. Tyto skupiny obyvatelstva pronikly od severního pobřeží Černého Moře podél dolního Dunaje a Tisy do Velké maďarské nížiny, na území lidu gávské kultury, ale usadily se i na území obývaném kyjatickým obyvatelstvem na úpatí Mátry a Bukových hor. Domácí obyvatelstvo si ukládalo v tomto období množství depotů bronzových předmětů typu Hajdúböszörmény (podle A. Mozsolics-HB1). Horská oblast nebyla těmito etnickými skupinami dotčena, takže tam mohl přežívat lid kyjatické kultury.
V průběhu pozdní doby bronzové se v prostoru jihozápadního Slovenska objevuje svérázná skupina památek mezőcsátské kultury. Je zachycena pouze v kosterních hrobech pro ně s typickým vybavením. Hrob z Ivanky u Nitry obsahoval centrální nádobu kyjatického typu.
Zánik kyjatické kultury je dosud nevyřešený. Výskyt kyjatické keramiky v mezőcsátských hrobech je dokladem o přežívání pravděpodobně jen několika skupin lidu kyjatické kultury, ale na druhé straně je možné, že kyjatická kultura přežila v horských těchto oblastech Slovenska až do počátku halštatské doby. Na území Maďarska zanikají hradiště o něco dříve, což by se dalo vysvětlit tlakem zmíněných cizích kmenů.